# خلیج میکویان
خلیج میکویان (روسی: Залив Микояна) یک خلیج در شمال سرزمین کراسنویارسک کشور روسیه است.